# Cosmes (Mayenne)
Cosmes és un municipi francès situat al departament de Mayenne i a la regió de País del Loira. L'any 2007 tenia 326 habitants.

## Demografia

### Població
El 2007 la població de fet de Cosmes era de 326 persones. Hi havia 122 famílies de les quals 28 eren unipersonals (8 homes vivint sols i 20 dones vivint soles), 41 parelles sense fills, 49 parelles amb fills i 4 famílies monoparentals amb fills.
La població ha evolucionat segons el següent gràfic:
Habitants censats

### Habitatges
El 2007 hi havia 122 habitatges, 120 eren l'habitatge principal de la família i 2 eren segones residències. Tots els 122 habitatges eren cases. Dels 120 habitatges principals, 84 estaven ocupats pels seus propietaris, 35 estaven llogats i ocupats pels llogaters i 1 estava cedit a títol gratuït; 2 tenien dues cambres, 15 en tenien tres, 44 en tenien quatre i 58 en tenien cinc o més. 92 habitatges disposaven pel capbaix d'una plaça de pàrquing. A 55 habitatges hi havia un automòbil i a 57 n'hi havia dos o més.

### Piràmide de població
La piràmide de població per edats i sexe el 2009 era:
| Homes | Edats   | Dones |
| ----- | ------- | ----- |
| 0     | 95 o +  | 0     |
| 0     | 90 a 94 | 0     |
| 0     | 85 a 89 | 8     |
| 0     | 80 a 84 | 8     |
| 12    | 75 a 79 | 0     |
| 8     | 70 a 74 | 8     |
| 8     | 65 a 69 | 16    |
| 0     | 60 a 64 | 4     |
| 20    | 55 a 59 | 4     |
| 8     | 50 a 54 | 16    |
| 4     | 45 a 49 | 8     |
| 4     | 40 a 44 | 0     |
| 16    | 35 a 39 | 12    |
| 12    | 30 a 34 | 12    |
| 16    | 25 a 29 | 4     |
| 8     | 20 a 24 | 0     |
| 8     | 15 a 19 | 4     |
| 8     | 10 a 14 | 8     |
| 16    | 5 a 9   | 4     |
| 8     | 0 a 4   | 8     |

## Economia
El 2007 la població en edat de treballar era de 173 persones, 141 eren actives i 32 eren inactives. De les 141 persones actives 130 estaven ocupades (71 homes i 59 dones) i 11 estaven aturades (6 homes i 5 dones). De les 32 persones inactives 12 estaven jubilades, 12 estaven estudiant i 8 estaven classificades com a «altres inactius».

### Ingressos
El 2009 a Cosmes hi havia 123 unitats fiscals que integraven 323 persones, la mediana anual d'ingressos fiscals per persona era de 15.306 €.

### Activitats econòmiques
Dels 4 establiments que hi havia el 2007, 1 era d'una empresa de fabricació d'altres productes industrials, 1 d'una empresa de construcció, 1 d'una empresa de serveis i 1 d'una entitat de l'administració pública.
L'any 2000 a Cosmes hi havia 37 explotacions agrícoles que ocupaven un total de 1.144 hectàrees.

## Equipaments sanitaris i escolars
El 2009 hi havia una escola elemental.

## Poblacions més properes
El següent diagrama mostra les poblacions més properes.